# Ari Lobo
Gabriel Eusébio dos Santos Lobo (Belém, 14 de agosto de 1930 - Fortaleza, 22 de agosto de 1980), mais conhecido como Ary Lobo, foi um cantor e compositor brasileiro.
Ary Lobo teve mais de 700 músicas gravadas[carece de fontes?] por ele e outros cantores, músicos e intérpretes. Era defensor da música norte-nordestina de raiz.
De estilo semelhante ao de Jackson do Pandeiro, cantando derivativos do baião, entre cocos e rojões, Ary Lobo lançou vários sucessos nos anos 50 e 60 em seus nove LPs na RCA. Retratava a vida e os costumes do povo nortista e nordestino em números divertidos, como "Cheiro da gasolina" e "Madame Paraíba".
Suas gravações mais conhecidas são, provavelmente, "O último pau de arara", "Eu vou pra lua" e "Súplica Cearense".

## Discografia
- 1958 - Último Pau de Arara - RCA (10" LP)
- 1958 - Forró com Ary Lobo - RCA (LP)
- 1960 - Aqui Mora o Ritmo - RCA (LP)
- 1961 - Cheguei Na Lua - RCA (LP)
- 1962 - Ary Lobo - RCA (LP)
- 1963 - Poeira de Ritmos - RCA (LP)
- 1964 - Forró em Calcaia - RCA (LP)
- 1965 - Zé Mané - RCA (LP)
- 1966 - Quem é o Campeão? - RCA (LP)
- 1966 - Súplica Cearense - Cantagalo (LP)
- 1967 - Uma Prece para os Homens Sem Deus - Cantagalo (LP)
- 1968 - Quem Vem Lá - Cantagalo (LP)
- 1970 - O Valor do Homem - Cantagalo (LP)
- 1971 - Seus Maiores Sucessos vol. 2 {compilação} - RCA (LP)
- 1972 - Piedade Senhor - SOM (LP)
- 1973 - Fim de Verão - SOM (LP)
- 1974 - Ari Lobo - Copacabana (LP)
- 1975 - Segredos do Sertão - Copacabana (LP)
- 1977 - Cria Juízo Mulher - Japoti (LP)
- 1979 - A Mensagem de Ary Lobo - Aladdin Records (LP)
- 1980 - Ary Lobo {coletânea} - Esquema (LP)